# Gerichtsbezirk Primiero
Der Gerichtsbezirk Primiero (deutsch Primör) war ein dem Bezirksgericht Primiero unterstehender Gerichtsbezirk in der Gefürsteten Grafschaft Tirol. Er war Teil des italienischsprachigen Teil Tirols und gehörte zum Bezirk Primiero.
Der Gerichtsbezirk umfasste Gebiete im Primör im südöstlichen Tirol an der Grenze zu Venetien. Nach dem Ersten Weltkrieg musste Österreich den gesamten Gerichtsbezirk an das Königreich Italien abtreten.

## Geschichte
Der Gerichtsbezirk Primiero wurde durch eine 1849 beschlossene Kundmachung der Landes-Gerichts-Einführungs-Kommission geschaffen und umfasste ursprünglich die neun Gemeinden Cainari, Immer, Mezzano, Miß, Sagron, Sanal San Bovo, Siror, Tonadiko und Transacqua.
Der Gerichtsbezirk Primiero bildete im Zuge der Trennung der politischen von der judikativen Verwaltung
ab 1868 auch den gleichnamigen den Bezirk Primiero.
Der Gerichtsbezirk Primiero wies 1869 eine Bevölkerung von 11.690 Personen auf.
1910 wurden für den Gerichtsbezirk 11.157 Personen ausgewiesen, von denen 245 Deutsch und 10.663 Italienisch oder Ladinisch als Umgangssprache angaben.
Durch die Grenzbestimmungen des am 10. September 1919 abgeschlossenen Vertrages von Saint-Germain wurde der Gerichtsbezirk Primiero zur Gänze Italien zugeschlagen.

## Gerichtssprengel
Der Bezirk umfasste Ende Oktober 1916 die acht Gemeinden Canale San Bovo, Fiera di Primiero, Imer, Mezzano, Sagron-Miss, Siror, Tonadico und Transacqua.

## Verbundene Stichwörter
- Bezirk Primiero